# カトレア・ワルケリアナ

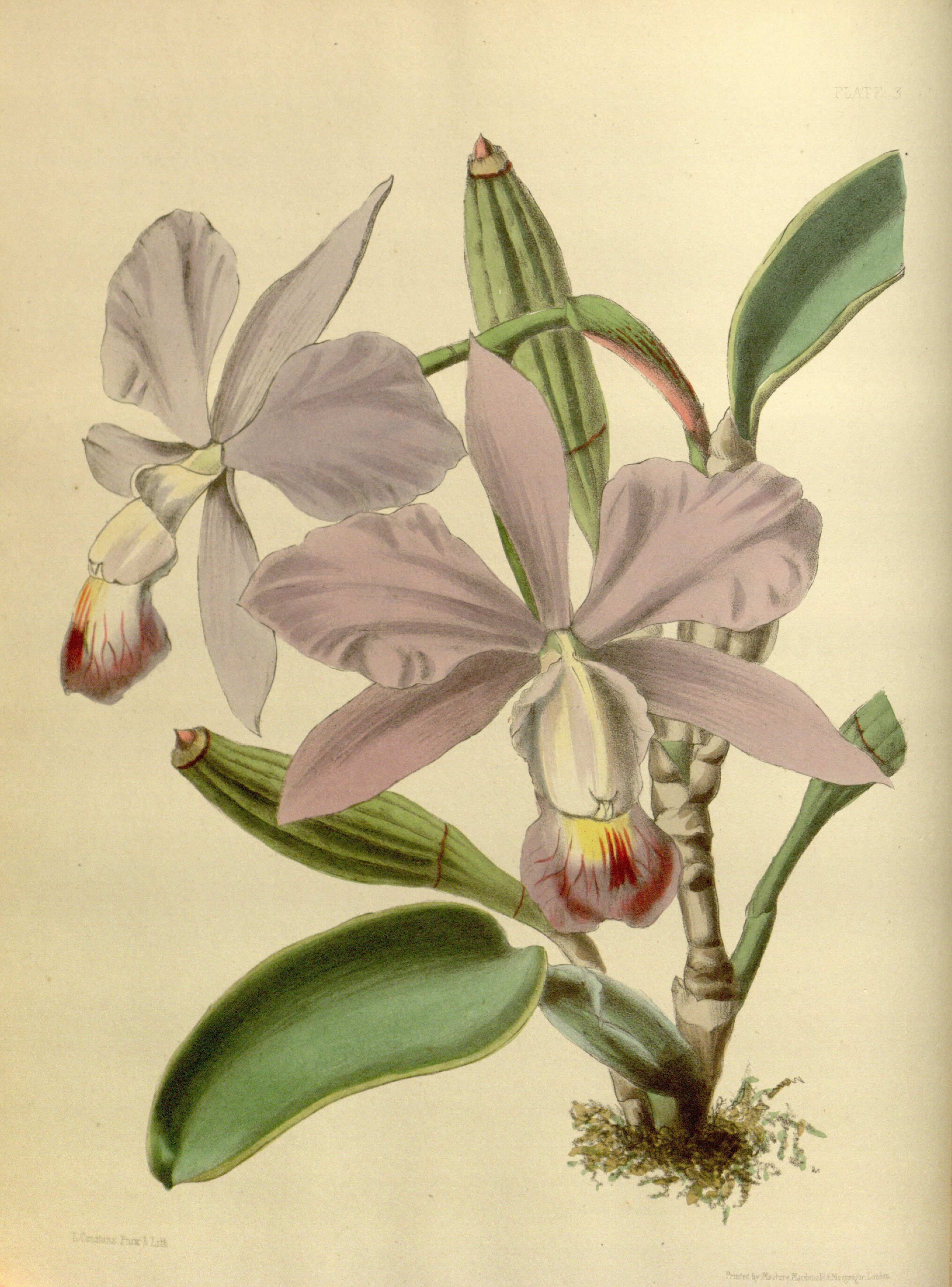
図版

カトレア・ワルケリアナ（Cattleya walkeriana Gardn.）は、ラン科植物の一つ。洋ランとして栽培され、カトレア類の中でも人気の高いものの一つである。

## 概要
カトレア類は美麗な洋ランとして人気が高く、多くの交配品種があるが、原種のまま栽培されている種も多い。本種はその中でも人気の高い種の一つである。小型で匍匐性が強い種で、花数も多くはないが、植物体に比して大きな花をつけ、また独特の花形と強い芳香を持つ。変異も多く、多くの個体が命名されている。この種だけにこだわる趣味家も多く、独自の会組織まである。

## 特徴
多年生の着生植物。カトレア属は複茎性のランだが、本種はその中でも匍匐茎を伸ばしてよく這うものである。匍匐茎は1～3cm伸びて先端に偽球茎をつける。偽鱗茎には2つの型があり、花をつけるものとつけない通常のものでは形が異なる。通常の偽鱗茎は紡錘形で長さは5～10cm、先端に普通は一枚の葉をつける。葉は長卵形、長さ6～10cm。葉は厚みがあり、偽鱗茎と共に緑色で硬い。花が咲く偽鱗茎は細くて先端の葉には葉身がほとんど発達しない。この茎の2形性はこの属の中で後述のノビリオールと本種だけに見られるものである。
花は春咲きで、葉の発達しない偽鱗茎の上に花茎を生じ、その上に咲く。一つの花茎につく花は1～3個｡花は径8～10cm。花被は平らに開き、普通は紅紫色、唇弁の中央が白みがかる。萼片は細い長楕円形、側花弁はより幅広い楕円形。唇弁は三裂し、側裂片は巻き込むように上に曲がってずい柱の基部を両側から覆う。中列片は広心形に広がり、縁は波打ち、往々に先端がややくぼむ。ずい柱は棍棒状で唇弁に沿って伸び、紫紅色。

### 名称について
発見者である G. Gardener は1840年頃にこの種をBahia地方で採集し、1843年に友人である E. Walker を記念して命名した。発見されたのはブラジルのミナスジェライス州のサン・フランシスコ川の洪水の際に形成されたクリーク沿いの樹木に着生していたものであり、Walker が発見者であった由。

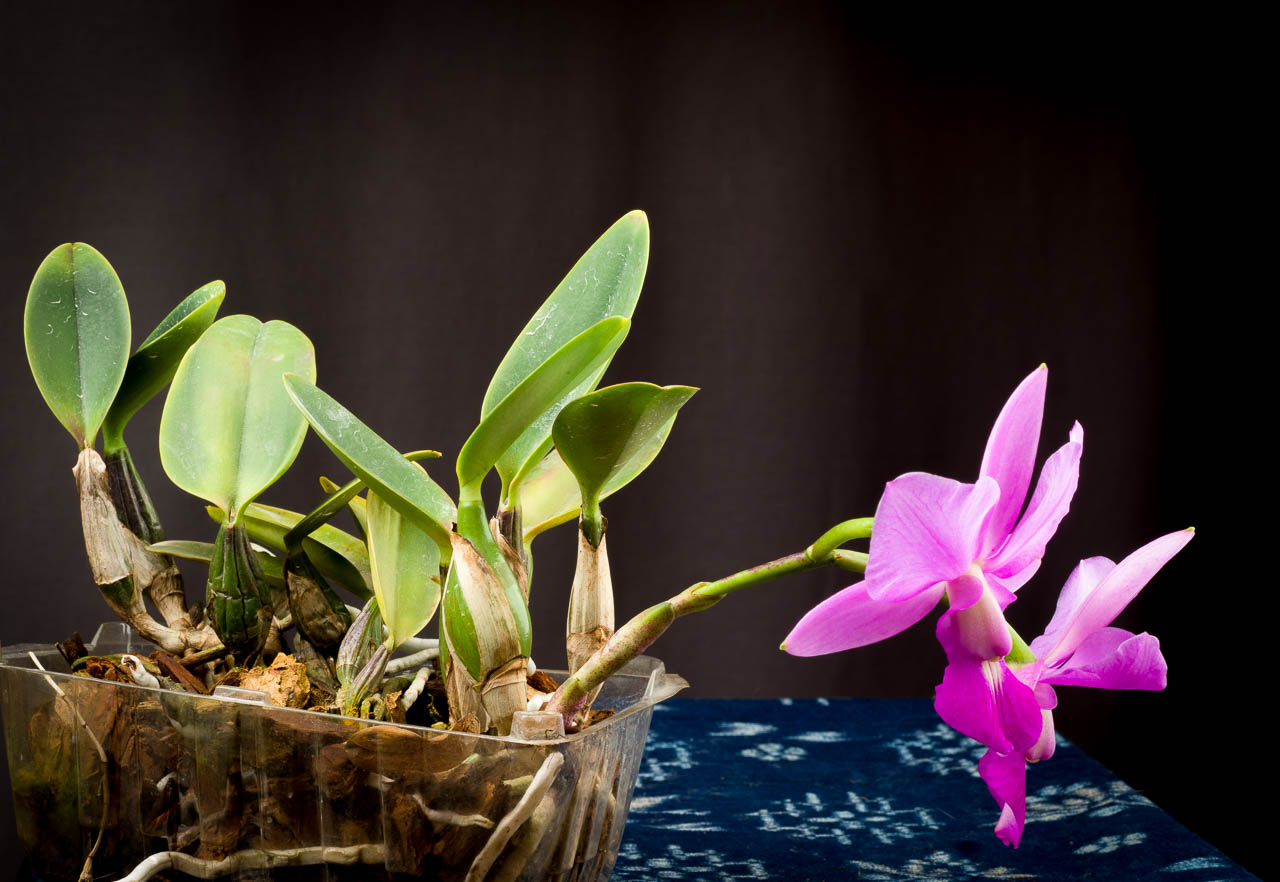
植物体全体の姿 花の出る偽鱗茎は小さくて葉身が発達しない
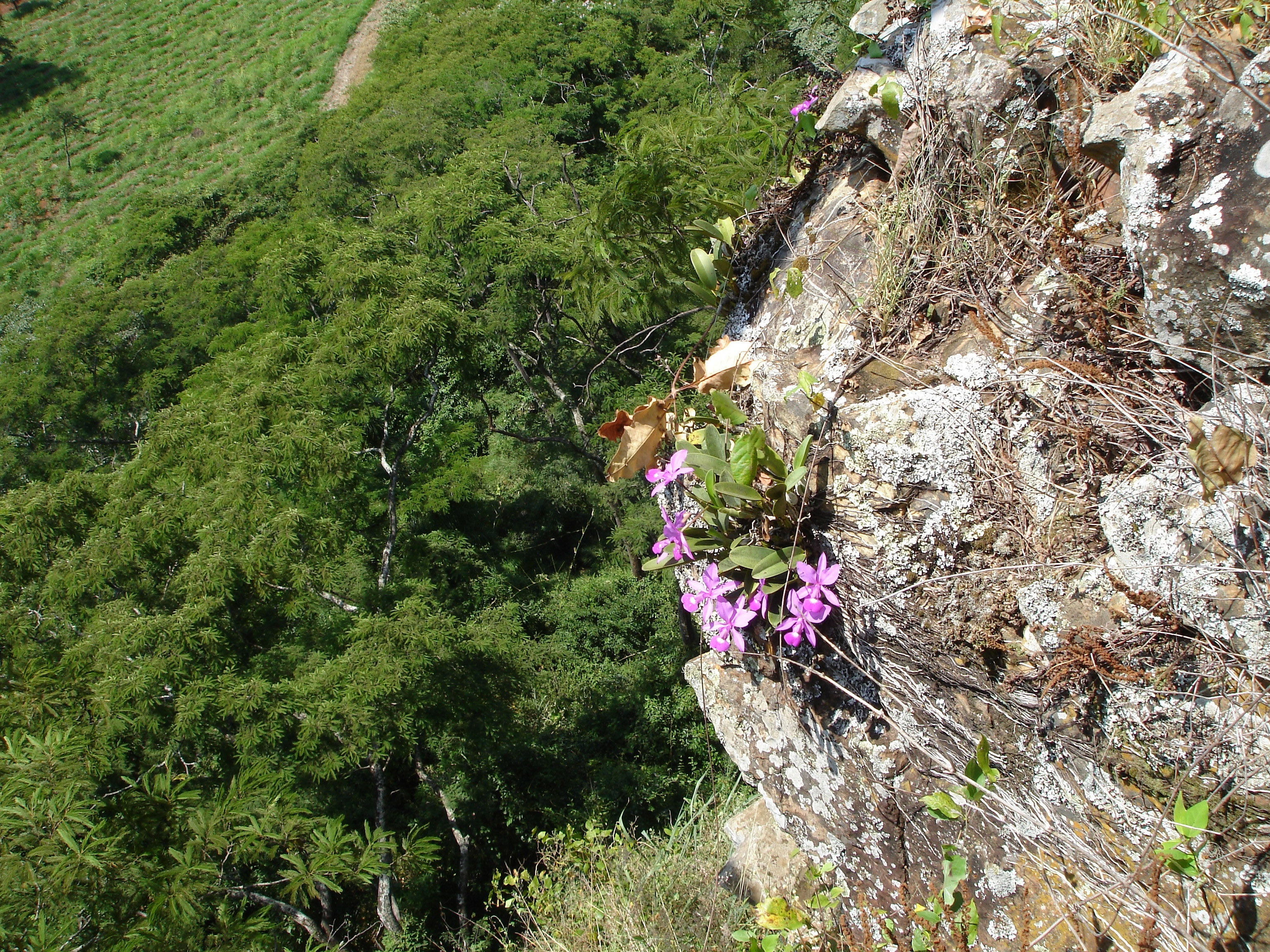
岩上に着生している様子

## 分布と生育環境
ブラジル原産で、ミナスジェライス州、ゴリアス州、マットグロッソ州の南部にかけて分布する。この地域は南緯10～20度にわたり、標高1000m程度、花崗岩の盾状地であり、土壌は薄く、灌木林と草原、露岩地が入り交じるセラードと呼ばれるサバナの地域である。なお標高の上限は2000m程度までにわたる。気候としては雨季と乾季が明確である。降水量は年間1000～2000mmほどはあるが、4月から9月と半年にわたる乾期にはほとんど雨が降らず、10～3月の雨期には年間降水量のほぼ全量が降り、特に12～2月に集中して降り、この間の気温は雨期には昼は30℃以上、夜は20度程度、乾期には昼20℃、夜10℃程度になる。本種の開花期は4月末から5月で、これは乾期の入り口に当たる。
本種はこのような地域で灌木林の樹木の幹に、あるいは岩場の岩上に着生して生育している。本種が着生しているのは往々にして湖や川などのそばである。

## 分類など
本種と良く似たものにノビリオール C. nobilior があり、様々な点でよく似ているが、この種では偽鱗茎の先端の葉が2枚ないし3枚着いている。本種とは同種内の変種の関係であるとする説もあるが、分子系統の情報からも別種と見ていいとの判断である。

## 利用
洋ランとして栽培する。カトレア類は数え切れないほどの交配品種があるが、原種そのものを栽培することも多い。特にこの種は小柄な草姿であり、それに比して大きな花がつくこと、また香りがよいことなど鑑賞価値が高い。生育地の名を取って『セラードのプリンセス』と呼ばれることもある。本種に特化した愛好者の会もあり、日本では日本ワルケリアナ協会が2000年に設立され、本種に関する様々な情報の交換や審査などが行われている。またこの会は原産地であるブラジルのカトレア・ワルケリアナ協会 (Assoiation of Cattleya walkeriana) の日本支部をも兼ねている。この会は1999年に設立されたものである。なお、この会は本種のみを対象にしているのに対して日本の会は本種とノビリオールもその対象にしている。いずれにしても洋ランの愛好会の類いは数多いが、このように単一の種を対象にした愛好会があることは他にあまり例がないという。
本種は変異が多いことも魅力の一つとなっており、特に個体名を与えられた多くの選別個体があるほか、種内での交配も盛んに行われている。花が全体に淡いピンクから紫紅色になるのが標準的な色だが、これをチッポ(tipo) と呼び、そのほかに全体に白いものをアルバ、白花だが唇弁に紫が残るものをセミアルバ、全体に淡い紫のものをセルレアなどと呼んで区別する。花形としては萼片や側花弁の幅が広いものが喜ばれ、その場合には花の外形が円に近くなる。特に側花弁の幅が広いものは左右の上側の縁が背萼片の前で重なり(オーバーラップと言う)、その結果としてその重なり合った部分とその基部との間に涙滴型の隙間が出来るのを指して『天使のしずく』と呼び、名花の証とする。
交配親としては、小型品を作出するための親として用いられる。C. dolosa はC. loddigesii と本種との自然交配種とされており、人工交配品も同じ名で扱われる。

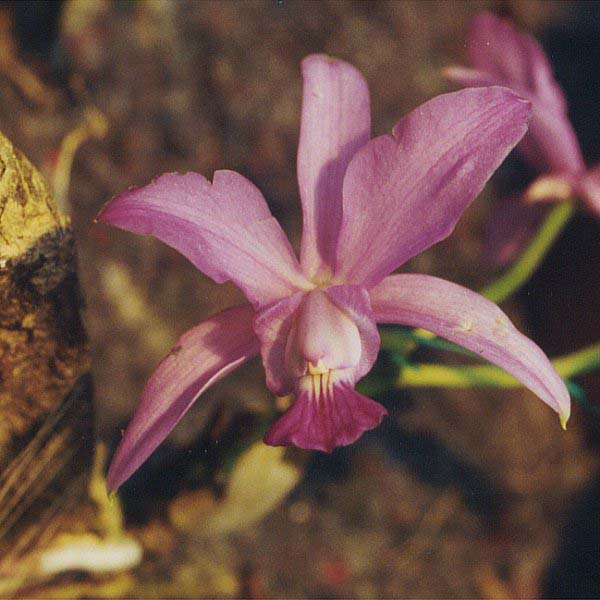
チッポ・弁の幅が広くないもの
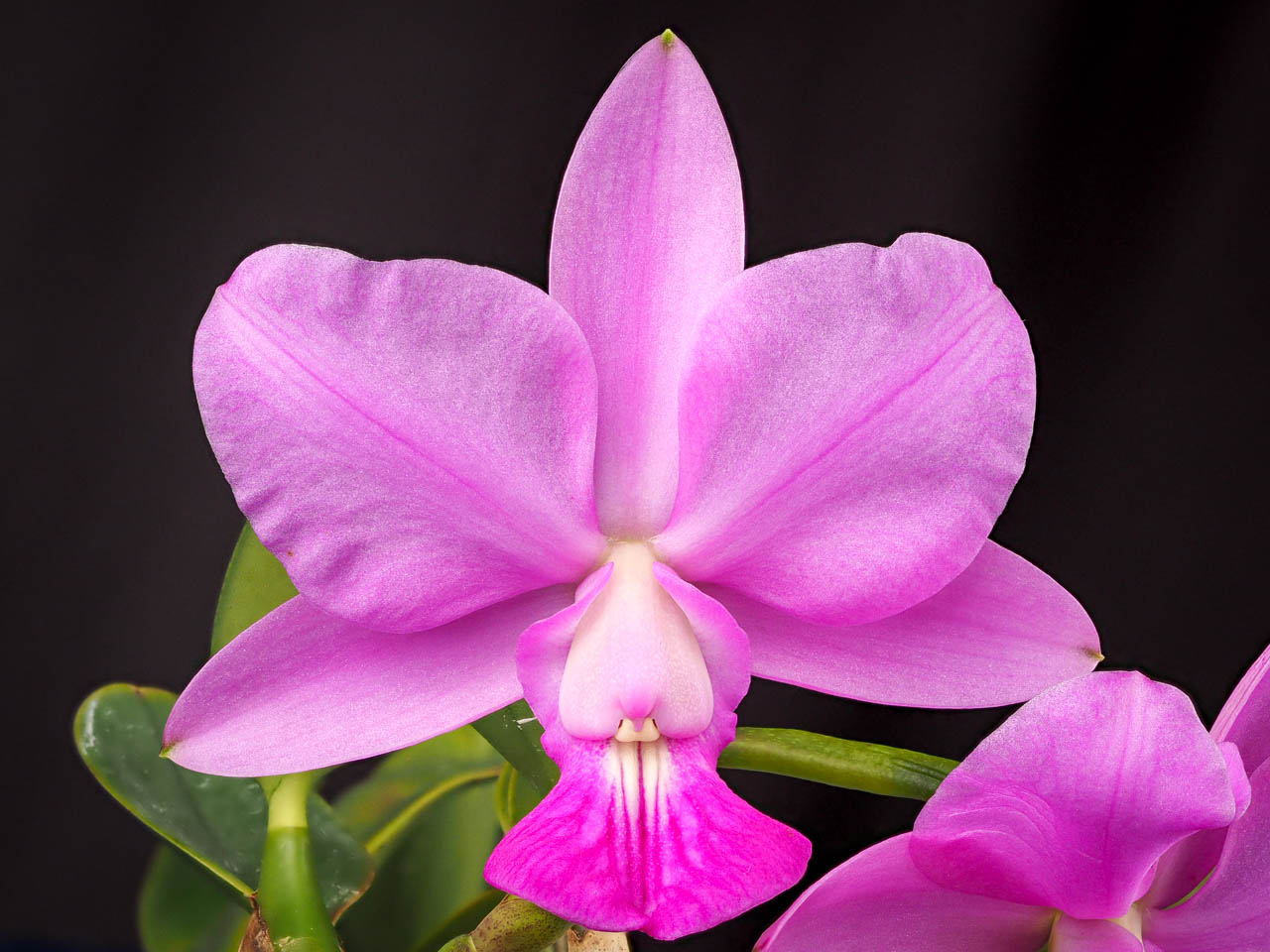
チッポで比較的良い花形のもの 個体名を与えられた株同士の交配品
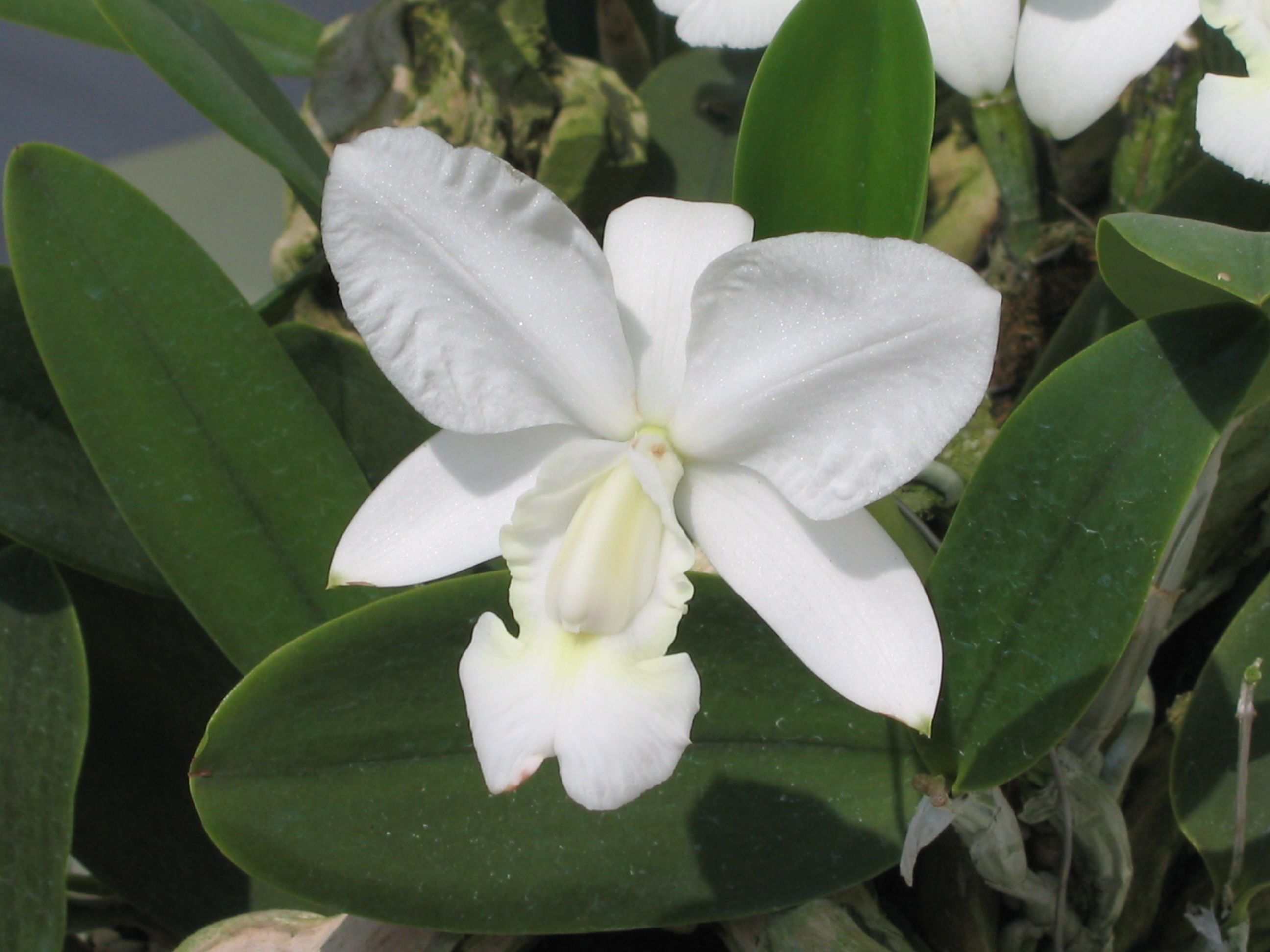
アルバ
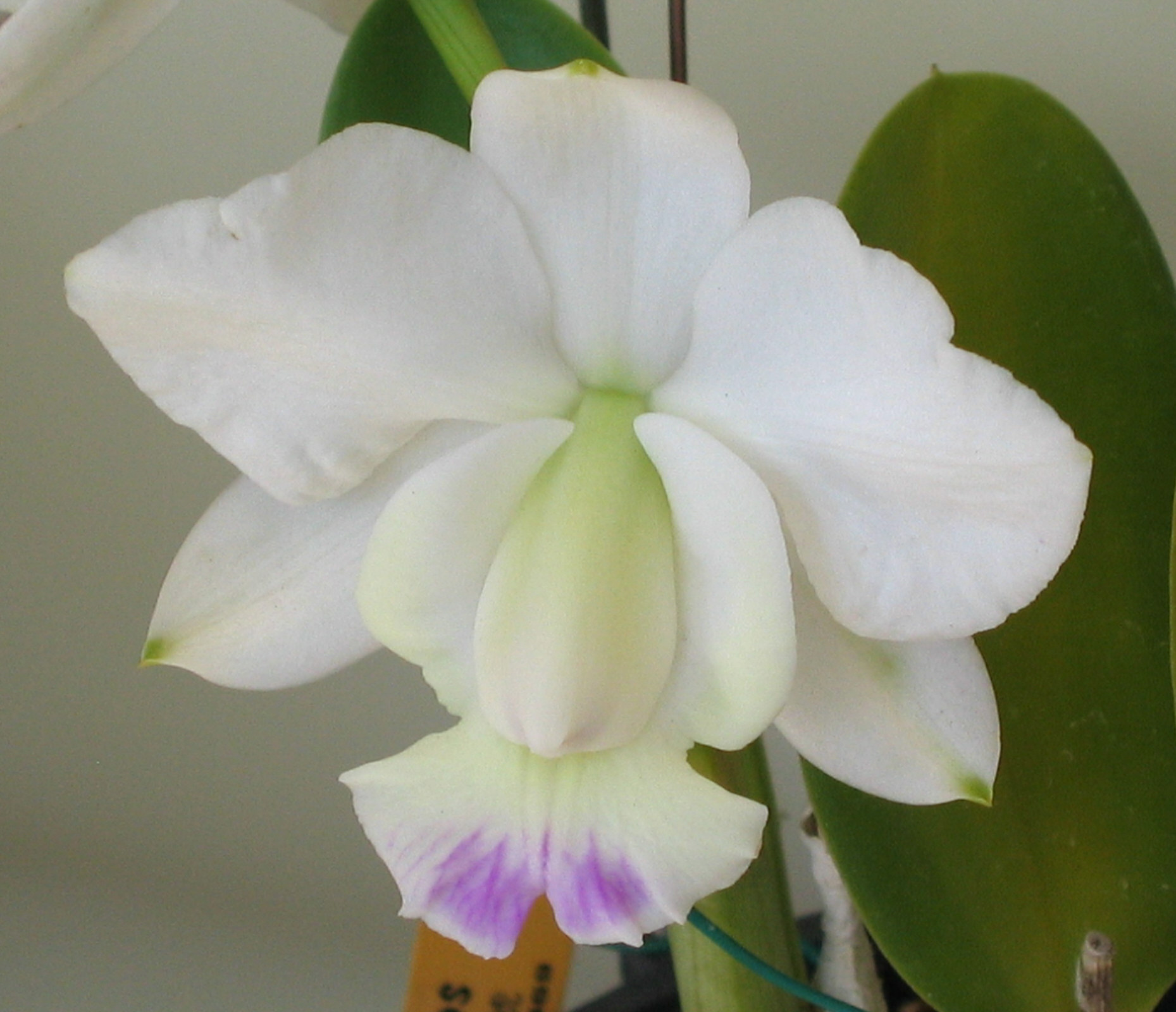
セミアルバ
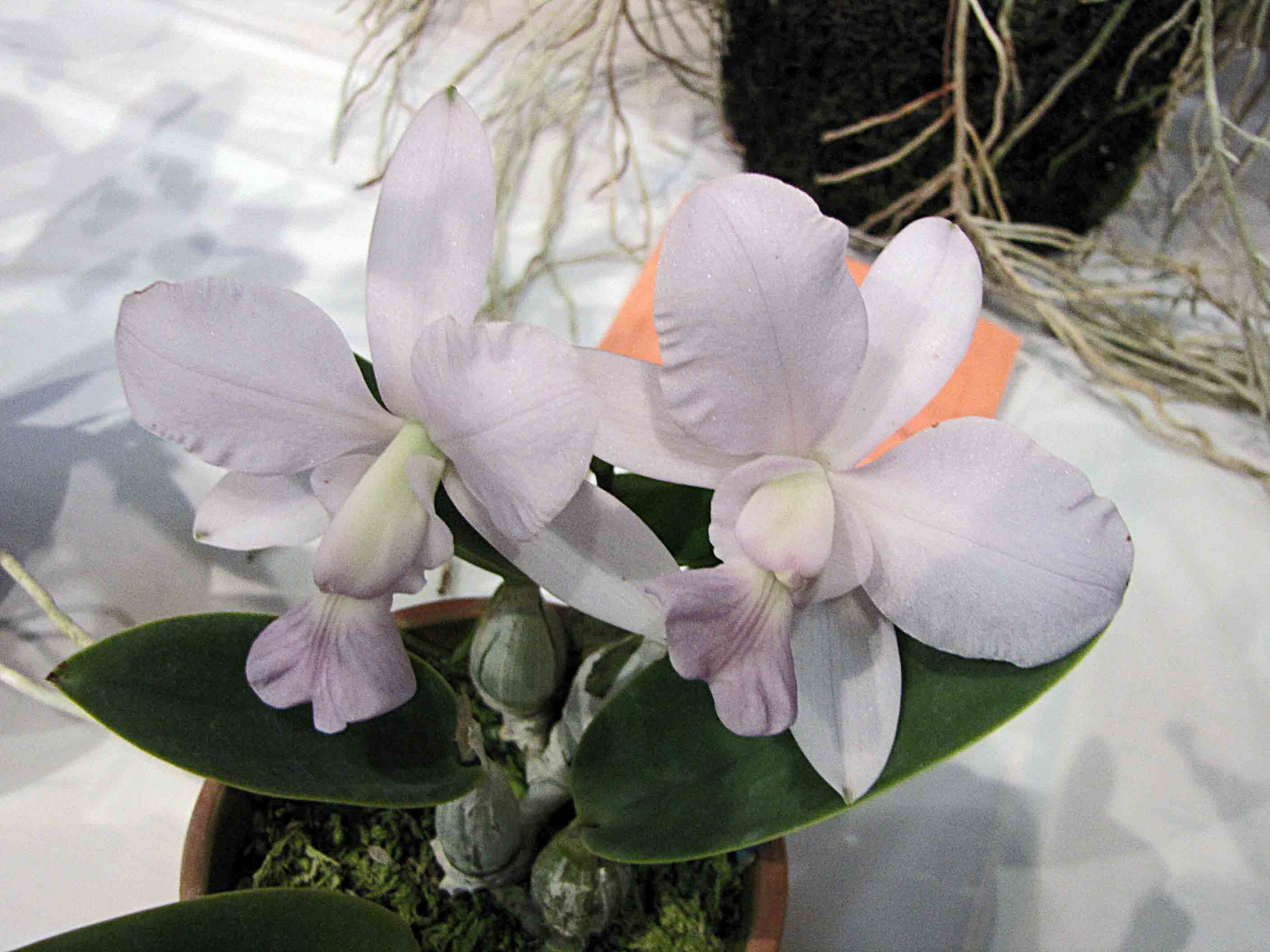
セルレア

### 栽培に関して
本種はかつては希少なものとされ、また性質が弱く栽培が難しいとの評価があった。しかしこれは本種が上述のように特殊な環境に生育するもので、他の種のように熱帯雨林に生育するものと同じような扱いにすると上手く育たない、ということであるようである。サバナのものなので乾燥が好きかというと、その地域は雨期には降水量は十分にあり、また乾期でも朝霧が出る日が多く、むしろ水分を好むという。また普通は水苔で鉢植えにするのが標準的な植え方だが、本種はコルクなどに着生させる形の方がよく育つとも言う。